# Akihiko Hoshide
Akihiko Hoshide (jap. 星出 彰彦, Hoshide Akihiko; * 28. Dezember 1968 in Setagaya-ku, Tokio, Präfektur Tokio, Japan) ist ein japanischer Astronaut.

## Werdegang
Akihiko Hoshide erhielt 1992 einen Bachelor in Maschinenbau von der Keiō-Universität und einen Master of Science in Luft- und Raumfahrt 1997 von der University of Houston. Er ist bei der japanischen Weltraumagentur JAXA als Astronaut angestellt.
Hoshide trat 1992 der NASDA bei, arbeitete dort für zwei Jahre im Büro Nagoya und war an der Entwicklung der H-II-Trägerrakete beteiligt. 1994 bis 1999 arbeitete er im Astronautenbüro als Ingenieur für das Astronautentrainingsprogramm. Parallel dazu unterstützte er Kōichi Wakata bei seinem Training für STS-72.
Im Februar des Jahres 1999 wurde Hoshide als einer von drei japanischen Astronauten für die Internationale Raumstation ausgewählt. Daraufhin begann er im April 1999 mit dem Basistraining für Astronauten, welches er im Januar 2001 abschloss. Seit April 2001 hat er am erweiterten ISS-Training teilgenommen und unterstützte die Entwicklung von Teilen für das Labor Kibō und der Trägerrakete H-IIA (HTV).
Als am 1. Oktober 2003 die NASDA mit dem Institute of Space and Astronautical Science und dem National Aerospace Laboratory fusionierten, ging Hoshide mit in den Kader der neuen Japan Aerospace Exploration Agency (JAXA) über.
Ein Training als Flugingenieur für die Sojus-Kapsel schloss er im Mai 2004 am Juri-Gagarin-Kosmonautentrainingszentrum im Sternenstädtchen in Russland ab.

## Astronautentätigkeit
Hoshide kam im Mai 2004 zum Johnson Space Center, wo er im Februar 2006 das Anwärtertraining für das amerikanische Space Shuttle und die ISS absolvierte. Zu diesem Training gehören neben wissenschaftlichen und technischen Einweisungen auch Überlebenstrainings zu Wasser und Land sowie Flugtraining auf der Northrop T-38.

### STS-124
Am 31. Mai 2008 startete Hoshide mit der Raumfähre Discovery als Missionsspezialist zum ersten Mal ins All. STS-124 war ein Flug, der dem ISS-Ausbau diente. Primärziel der Mission war die Montage des japanischen Forschungslabors Kibō. Hoshide nahm das Modul als Vertreter der japanischen Raumfahrtbehörde in Betrieb. STS-124 war der zweite von insgesamt drei Flügen zur Installation von Kibō.

### Erster Langzeitaufenthalt an Bord der ISS
Am 18. November 2009 gab die JAXA bekannt, dass Hoshide Mitglied der ISS-Expeditionen 32 und 33 ist. Er startete am 15. Juli 2012 mit dem Raumschiff Sojus TMA-05M zur ISS und arbeitet dort sechs Monate als Bordingenieur. Die Landung erfolgte am 19. November 2012.

### Zweiter Langzeitaufenthalt an Bord der ISS
Hoshide war für einen weiteren Langzeitaufenthalt an Bord der ISS vorgesehen. Der Start sollte nach Planung von 2018 etwa im Mai 2020 stattfinden. Vorgesehen war, dass Hoshide zunächst als Bordingenieur der ISS-Expedition 64 arbeitet und dann das Kommando der Expedition 65 übernimmt. Die Rückkehr zur Erde war für November 2020 geplant.
Ende Juli 2020 wurde er für die Mission SpaceX Crew-2 eingeteilt, die am 23. April 2021 startete. Er nahm dabei zunächst als Kommandant der Expedition 65 und dann als Bordingenieur an der Expedition 66 teil. Die Rückkehr zur Erde erfolgte am 9. November 2021.